# John B. Sebastian (album)
| Recensione              | Giudizio |
| ----------------------- | -------- |
| AllMusic                |          |
| Dizionario del Pop-Rock |          |
| 24.000 dischi           |          |

John B. Sebastian è il primo album in studio del cantautore statunitense John Sebastian, pubblicato dalla casa discografica Reprise Records (e dalla MGM Records) nell'aprile del 1970.

## Tracce
Lato A
Testi e musiche di John Sebastian.
1. Red-Eye Express – 2:53
2. She's a Lady – 1:43
3. What She Thinks About – 3:00
4. Magical Connection – 2:46
5. You're a Big Boy Now – 2:46
6. Rainbows All Over Your Blues – 2:26

Lato B
Testi e musiche di John Sebastian.
1. How Have You Been – 4:07
2. Baby, Don't Ya Get Crazy – 2:56
3. The Room Nobody Lives In – 3:10
4. Fa-Fana-Fa – 2:43
5. I Had a Dream – 2:42

## Musicisti
- John Sebastian – chitarra ritmica, chitarra acustica, chitarra elettrica, piano, harmonium

Red-Eye Express
- Danny Weiss – chitarra solista
- Paul Harris – organo
- Harvey Brooks – basso
- Dallas Taylor – batteria

She's a Lady
- Stephen Stills – chitarra
- David Crosby – chitarra
- Mr. & Mrs. Stanley Beutens & friends – liuto, flauto dolce, flauto, viole
- Ray Neopolitan – basso
- Paul Harris – arrangiamento

What She Thinks About
- Paul Harris – piano elettrico
- Burt Collins & friends – strumenti a fiato
- Buddy Emmons – moog, pedal steel guitar
- Harvey Brooks – basso
- Dallas Taylor – batteria
- Graham Nash – armonie vocali

Magical Connection
- Buzz Linhart – vibrafono
- Ray Neopolitan – basso
- Dallas Taylor – batteria

You're a Big Boy Now
- John Sebastian (solo) – voce, chitarra

Rainbows All Over Your Blues
- Buddy Emmons – pedal steel guitar
- Ray Neopolitan – basso
- Dallas Taylor – batteria

How Have You Been
- Paul Harris – harmonium
- Harvey Brooks – basso
- Dallas Taylor – batteria

Baby, Don't Ya Get Crazy
- Stephen Stills – chitarra solista
- Paul Harris – organo, arrangiamento
- Danny Weiss – clavicembalo elettrico
- Harvey Brooks – basso
- Dallas Taylor – batteria
- Bruce Langhorne – tambourine
- Reinol Isaac Andino – congas
- The Ikettes – cori

The Room Nobody Lives In
- Ray Neopolitan – basso

Fa-Fana-Fa
- Paul Harris – clavicordo elettrico, wretch horn,
- Harvey Brooks – basso
- Dallas Taylor – batteria
- Buzz Linhart – voce
- Jose Cuervo & Yesterday's Horns – strumenti a fiato

I Had a Dream
- Paul Harris – organo, arrangiamento orchestra
- Gayle Levant – arpa
- Ray Neopolitan – basso
- Dallas Taylor – batteria

Note aggiuntive
- Paul Rothchild – produttore
- Paul Harris – arrangiamenti
- John Harny, Bruce Botnick, Doug Botnick, Fritz Richmond e Edison Youngblood – ingegneri delle registrazioni
- Remixaggio effettuato da Fritz Richmond al Elektra Sound Recorders di Hollywood, California
- Jerry De Wilde – foto copertina album originale [5]

## Classifica
Album
| Anno | Classifica    | Posizione raggiunta |
| ---- | ------------- | ------------------- |
| 1970 | Billboard 200 | 20                  |

Singoli
| Anno | Titolo del brano | Classifica        | Posizione raggiunta |
| ---- | ---------------- | ----------------- | ------------------- |
| 1969 | She's a Lady     | Billboard Hot 100 | 84                  |